# Llista de platges de les Terres de l'Ebre
Llista de platges de les Terres de l'Ebre, seguint el litoral de nord a sud entre entre l'Ametlla de Mar i Alcanar (Baix Ebre i Montsià), segons l'inventari de platges de l'Agència Catalana de Turisme i la Direcció General de Protecció Civil del Departament d'Interior.
S'indica amb una icona les platges amb el distintiu de Bandera Blava en la temporada del 2014.
| Nom                                                                            | Sòl i entorn                                 | Longitud x amplada (m) | Localització                                                                            | Codi            | Imatge |
| ------------------------------------------------------------------------------ | -------------------------------------------- | ---------------------- | --------------------------------------------------------------------------------------- | --------------- | --- |
| Cala Llobeta                                                                   | Sorra fina i mitjana, semiurbà               | 30 x 30                | L'Ametlla de Mar Calafat 40° 55′ 36″ N, 0° 50′ 51″ E / 40.92668°N,0.84741°E             | PL-CT-17003-14  | {{ca\|Cala Llobeta (l'Ametlla de Mar)}} · {{WLE-AD-ES\|PL-CT-17003-14}} · {{Object location dec\|40.92668\|0.84741\|region:ES-CT_type:landmark_dim:30_source:cawiki}} · [[Categoria:Beaches of Terres de l'Ebre]]                        |
| Platja de Calafató o de Calafat                                                | Grava, sorra mitjana i roques, natural       | 20 x 15                | L'Ametlla de Mar Calafat 40° 55′ 20″ N, 0° 50′ 29″ E / 40.92214°N,0.84130°E             | PL-CT-17003-10  | {{ca\|Platja de Calafató (l'Ametlla de Mar)}} · {{WLE-AD-ES\|PL-CT-17003-10}} · {{Object location dec\|40.92214\|0.84130\|region:ES-CT_type:landmark_dim:20_source:cawiki}} · [[Categoria:Beaches of Terres de l'Ebre]]                  |
| Cala Lo Ribellet o Cala Trèbol                                                 | Sora fina i mitjana, grava i roques, natural | 120 x 25               | L'Ametlla de Mar 40° 55′ 09″ N, 0° 50′ 15″ E / 40.91918°N,0.83758°E                     | PL-CT-17003-18  | {{ca\|Platja de Ribellet (l'Ametlla de Mar)}} · {{WLE-AD-ES\|PL-CT-17003-18}} · {{Object location dec\|40.91918\|0.83758\|region:ES-CT_type:landmark_dim:250_source:cawiki}} · [[Categoria:Beaches of Terres de l'Ebre]]                 |
| Platja de Sant Jordi                                                           | Sorra fina i grava, semiurbà                 | 100 x 70               | L'Ametlla de Mar Sant Jordi d'Alfama 40° 54′ 43″ N, 0° 49′ 56″ E / 40.91208°N,0.83228°E | PL-CT-17003-30  | {{ca\|Platja de Sant Jordi (l'Ametlla de Mar)}} · {{WLE-AD-ES\|PL-CT-17003-30}} · {{Object location dec\|40.91208\|0.83228\|region:ES-CT_type:landmark_dim:100_source:cawiki}} · [[Categoria:Beaches of Terres de l'Ebre]]               |
| Cala Vidre                                                                     | Sorra fina i grava, semiurbà                 | 60 x 20                | L'Ametlla de Mar Sant Jordi d'Alfama 40° 54′ 39″ N, 0° 49′ 47″ E / 40.91083°N,0.82980°E | PL-CT-17003-19  | {{ca\|Cala Vidre (l'Ametlla de Mar)}} · {{WLE-AD-ES\|PL-CT-17003-19}} · {{Object location dec\|40.91083\|0.82980\|region:ES-CT_type:landmark_dim:60_source:cawiki}} · [[Categoria:Beaches of Terres de l'Ebre]]                          |
| Cala Forn                                                                      | Sorra fina i mitjana, semiurbà               | 80 x 80                | L'Ametlla de Mar 40° 54′ 30″ N, 0° 49′ 35″ E / 40.9083°N,0.8264°E                       | PL-CT-17003-12  | {{ca\|Cala Forn (l'Ametlla de Mar)}} · {{WLE-AD-ES\|PL-CT-17003-12}} · {{Object location dec\|40.9083\|0.8264\|region:ES-CT_type:landmark_dim:80_source:cawiki}} · [[Categoria:Beaches of Terres de l'Ebre]]                             |
| Cala Mosques                                                                   | Grava, sorra mitjana i roques, urbà          | 25 x 20                | L'Ametlla de Mar Les Tres Cales 40° 54′ 09″ N, 0° 49′ 27″ E / 40.90257°N,0.82405°E      | PL-CT-17003-15  | {{ca\|Cala Mosques (l'Ametlla de Mar)}} · {{WLE-AD-ES\|PL-CT-17003-15}} · {{Object location dec\|40.90257\|0.82405\|region:ES-CT_type:landmark_dim:25_source:cawiki}} · [[Categoria:Beaches of Terres de l'Ebre]]                        |
| Cala del Torrent del Pi                                                        | Sorra fina, grava i roques, natural          | 150 x 20               | L'Ametlla de Mar Les Tres Cales 40° 53′ 58″ N, 0° 49′ 20″ E / 40.89938°N,0.82231°E      | PL-CT-17003-31  | {{ca\|Platja del Torrent del Pi (l'Ametlla de Mar)}} · {{WLE-AD-ES\|PL-CT-17003-31}} · {{Object location dec\|40.89938\|0.82231\|region:ES-CT_type:landmark_dim:150_source:cawiki}} · [[Categoria:Desembocadura del Torrent del Pi]]     |
| Platja de Xelin                                                                | Grava i roques, semiurbà                     | 120 x 20               | L'Ametlla de Mar La Cala Nova 40° 53′ 43″ N, 0° 49′ 05″ E / 40.89536°N,0.81818°E        | PL-CT-17003-32  | {{ca\|Platja de Xelin (l'Ametlla de Mar)}} · {{WLE-AD-ES\|PL-CT-17003-32}} · {{Object location dec\|40.89536\|0.81818\|region:ES-CT_type:landmark_dim:120_source:cawiki}} · [[Categoria:Beaches of Terres de l'Ebre]]                    |
| Platja de l'Estany Tort                                                        | Sorra fina i grava, natural                  | 50 x 60                | L'Ametlla de Mar Cala Nova 40° 53′ 36″ N, 0° 48′ 58″ E / 40.89338°N,0.81624°E           | PL-CT-17003-21  | {{ca\|Platja de l'Estany Tort (l'Ametlla de Mar)}} · {{WLE-AD-ES\|PL-CT-17003-21}} · {{Object location dec\|40.89338\|0.81624\|region:ES-CT_type:landmark_dim:60_source:cawiki}} · [[Categoria:Beaches of Terres de l'Ebre]]             |
| Platja de Pixavaques                                                           | Sorra fina, urbà                             | 70 x 40                | L'Ametlla de Mar 40° 53′ 13″ N, 0° 48′ 25″ E / 40.88685°N,0.80693°E                     | PL-CT-17003-22  | {{ca\|Platja de Pixavaques (l'Ametlla de Mar)}} · {{WLE-AD-ES\|PL-CT-17003-22}} · {{Object location dec\|40.88685\|0.80693\|region:ES-CT_type:landmark_dim:70_source:cawiki}} · [[Categoria:Beaches of Terres de l'Ebre]]                |
| Platja de l'Alguer (l'Ametlla de Mar)                                          | Sorra fina, urbà                             | 120 x 25               | L'Ametlla de Mar 40° 53′ 05″ N, 0° 48′ 20″ E / 40.88462°N,0.80551°E                     | PL-CT-17003-20  | {{ca\|Platja de l'Alguer (l'Ametlla de Mar)}} · {{WLE-AD-ES\|PL-CT-17003-20}} · {{Object location dec\|40.88462\|0.80551\|region:ES-CT_type:landmark_dim:120_source:cawiki}} · [[Categoria:Beaches of Terres de l'Ebre]]                 |
| Caleta de Joanet o Cala Pepo                                                   | Sorra fina i grava, urbà                     | 25 x 15                | L'Ametlla de Mar 40° 52′ 44″ N, 0° 47′ 59″ E / 40.87886°N,0.79967°E                     | PL-CT-17003-16  | {{ca\|Caleta de Joanet (l'Ametlla de Mar)}} · {{WLE-AD-ES\|PL-CT-17003-16}} · {{Object location dec\|40.87886\|0.79967\|region:ES-CT_type:landmark_dim:25_source:cawiki}} · [[Categoria:Beaches of Terres de l'Ebre]]                    |
| Platja de Ribes Altes (l'Ametlla de Mar)                                       | Sorra fina, grava i mitjana, semiurbà        | 50 x 10                | L'Ametlla de Mar 40° 52′ 39″ N, 0° 47′ 53″ E / 40.87749°N,0.79810°E                     | PL-CT-17003-29  | {{ca\|Platja de Ribes Altes (l'Ametlla de Mar)}} · {{WLE-AD-ES\|PL-CT-17003-29}} · {{Object location dec\|40.87749\|0.79810\|region:ES-CT_type:landmark_dim:50_source:cawiki}} · [[Categoria:Platja de Ribes Altes]]                     |
| Platja de Bon Caponet                                                          | Grava i sorra mitjana, semiurbà              | 50 x 15                | L'Ametlla de Mar 40° 52′ 35″ N, 0° 47′ 46″ E / 40.87626°N,0.79601°E                     | PL-CT-17003-8   | {{ca\|Platja de Bon Caponet (l'Ametlla de Mar)}} · {{WLE-AD-ES\|PL-CT-17003-8}} · {{Object location dec\|40.87626\|0.79601\|region:ES-CT_type:landmark_dim:50_source:cawiki}} · [[Categoria:Beaches of Terres de l'Ebre]]                |
| Platja de Bon Capó                                                             | Sorra fina i grava, semiurbà                 | 90 x 20                | L'Ametlla de Mar Les Roques Daurades 40° 52′ 29″ N, 0° 47′ 43″ E / 40.87465°N,0.79526°E | PL-CT-17003-9   | {{ca\|Platja de Bon Capó (l'Ametlla de Mar)}} · {{WLE-AD-ES\|PL-CT-17003-9}} · {{Object location dec\|40.87465\|0.79526\|region:ES-CT_type:landmark_dim:90_source:cawiki}} · [[Categoria:Beaches of Terres de l'Ebre]]                   |
| Platja de l'Estany o del Port de l'Estany Gras                                 | Sorra fina i grava, urbà                     | 200 x 30               | L'Ametlla de Mar 40° 52′ 06″ N, 0° 47′ 33″ E / 40.86842°N,0.79252°E                     | PL-CT-17003-27  | {{ca\|Platja de l'Estany (l'Ametlla de Mar)}} · {{WLE-AD-ES\|PL-CT-17003-27}} · {{Object location dec\|40.86842\|0.79252\|region:ES-CT_type:landmark_dim:200_source:cawiki}} · [[Categoria:Beaches of Terres de l'Ebre]]                 |
| Platja de Port Olivet                                                          | Sorra fina i roques, natural                 | 65 x 25                | L'Ametlla de Mar 40° 51′ 57″ N, 0° 47′ 17″ E / 40.86572°N,0.78816°E                     | PL-CT-17003-28  | {{ca\|Platja de Port Olivet (l'Ametlla de Mar)}} · {{WLE-AD-ES\|PL-CT-17003-28}} · {{Object location dec\|40.86572\|0.78816\|region:ES-CT_type:landmark_dim:65_source:cawiki}} · [[Categoria:Beaches of Terres de l'Ebre]]               |
| Cala de Santes Creus                                                           | Grava i roques, natural                      | 130 x 25               | L'Ametlla de Mar Cap de Santes Creus 40° 51′ 42″ N, 0° 46′ 55″ E / 40.86168°N,0.78184°E | PL-CT-17003-17  | {{ca\|Platja de Santes Creus (l'Ametlla de Mar)}} · {{WLE-AD-ES\|PL-CT-17003-17}} · {{Object location dec\|40.86168\|0.78184\|region:ES-CT_type:landmark_dim:130_source:cawiki}} · [[Categoria:Beaches of Terres de l'Ebre]]             |
| Platja de la Llenya o de l'Ampolla                                             | Sorra fina i grava, natural                  | 40 x 10                | L'Ametlla de Mar Cap de Santes Creus 40° 51′ 39″ N, 0° 46′ 50″ E / 40.86072°N,0.78062°E | PL-CT-17003-13  | {{ca\|Platja de la Llenya (l'Ametlla de Mar)}} · {{WLE-AD-ES\|PL-CT-17003-13}} · {{Object location dec\|40.86072\|0.78062\|region:ES-CT_type:landmark_dim:40_source:cawiki}} · [[Categoria:Beaches of Terres de l'Ebre]]                 |
| Cala de l'Estany Podrit                                                        | Sorra fina i roques, natural                 | 60 x 15                | L'Ametlla de Mar 40° 51′ 29″ N, 0° 46′ 12″ E / 40.85795°N,0.76987°E                     | PL-CT-17003-11  | {{ca\|Cala de l'Estany Podrit (l'Ametlla de Mar)}} · {{WLE-AD-ES\|PL-CT-17003-11}} · {{Object location dec\|40.85795\|0.76987\|region:ES-CT_type:landmark_dim:60_source:cawiki}} · [[Categoria:Beaches of Terres de l'Ebre]]             |
| Platja de l'Àliga                                                              | Roques, grava i sorra fina, natural          | 115 x 15               | L'Ametlla de Mar i el Perelló 40° 50′ 45″ N, 0° 45′ 06″ E / 40.84585°N,0.75158°E        | PL-CT-17003-196 | {{ca\|Platja de l'Àliga (l'Ametlla de Mar i el Perelló)}} · {{WLE-AD-ES\|PL-CT-17003-196}} · {{Object location dec\|40.84585\|0.75158\|region:ES-CT_type:landmark_dim:115_source:cawiki}} · [[Categoria:Beaches of Terres de l'Ebre]]    |
| Platja de Cala Moros                                                           | Grava i sorra fina, natural                  | 70 x 6                 | El Perelló 40° 50′ 36″ N, 0° 44′ 56″ E / 40.843452°N,0.748994°E                         | PL-CT-17003-197 | {{ca\|Platja de Cala Moros (el Perelló)}} · {{WLE-AD-ES\|PL-CT-17003-197}} · {{Object location dec\|40.843452\|0.748994\|region:ES-CT_type:landmark_dim:70_source:cawiki}} · [[Categoria:Beaches of Terres de l'Ebre]]                   |
| Platja de Santa Llúcia, platja Morro de Gos i platja de la Buena               | Roques i grava, semiurbà                     | 180 x 10               | El Perelló 40° 49′ 46″ N, 0° 44′ 29″ E / 40.829485°N,0.741337°E                         | PL-CT-17003-198 | {{ca\|Platja de Santa Llúcia (el Perelló)}} · {{WLE-AD-ES\|PL-CT-17003-198}} · {{Object location dec\|40.829485\|0.741337\|region:ES-CT_type:landmark_dim:800_source:cawiki}} · [[Categoria:Beaches of Terres de l'Ebre]]                |
| Cala de la Buena                                                               | Sorra fina, urbà                             | 50 x 15                | El Perelló 40° 49′ 29″ N, 0° 44′ 28″ E / 40.82484°N,0.74109°E                           | PL-CT-17003-35  | {{ca\|Cala de la Buena (el Perelló)}} · {{WLE-AD-ES\|PL-CT-17003-35}} · {{Object location dec\|40.82484\|0.74109\|region:ES-CT_type:landmark_dim:50_source:cawiki}} · [[Categoria:Beaches of Terres de l'Ebre]]                          |
| Platja del Cap Roig                                                            | Sorra fina i mitjana, semiurbà               | 190 x 40               | L'Ampolla 40° 49′ 17″ N, 0° 43′ 56″ E / 40.82145°N,0.73233°E                            | PL-CT-17003-37  | {{ca\|Platja del Cap Roig (l'Ampolla)}} · {{WLE-AD-ES\|PL-CT-17003-37}} · {{Object location dec\|40.82145\|0.73233\|region:ES-CT_type:landmark_dim:190_source:cawiki}} · [[Categoria:Beaches of Terres de l'Ebre]]                       |
| Cala Maria                                                                     | Grava i roques, natural                      | 50 x 50                | L'Ampolla 40° 49′ 02″ N, 0° 43′ 30″ E / 40.81736°N,0.72495°E                            | PL-CT-17003-36  | {{ca\|Cala Maria (l'Ampolla)}} · {{WLE-AD-ES\|PL-CT-17003-36}} · {{Object location dec\|40.81736\|0.72495\|region:ES-CT_type:landmark_dim:50_source:cawiki}} · [[Categoria:Beaches of Terres de l'Ebre]]                                 |
| Platja del Baconer                                                             | Grava, urbà                                  | 200 x 70               | L'Ampolla 40° 48′ 54″ N, 0° 43′ 16″ E / 40.81513°N,0.72121°E                            | PL-CT-17003-33  | {{ca\|Platja del Baconer (l'Ampolla)}} · {{WLE-AD-ES\|PL-CT-17003-33}} · {{Object location dec\|40.81513\|0.72121\|region:ES-CT_type:landmark_dim:200_source:cawiki}} · [[Categoria:Beaches of Terres de l'Ebre]]                        |
| Platja dels Capellans (l'Ampolla)                                              | Grava, urbà                                  | 50 x 30                | L'Ampolla 40° 48′ 49″ N, 0° 43′ 03″ E / 40.81352°N,0.71757°E                            | PL-CT-17003-38  | {{ca\|Platja dels Capellans (l'Ampolla)}} · {{WLE-AD-ES\|PL-CT-17003-38}} · {{Object location dec\|40.81352\|0.71757\|region:ES-CT_type:landmark_dim:50_source:cawiki}} · [[Categoria:Beaches of Terres de l'Ebre]]                      |
| Platja de les Avellanes                                                        | Sorra fina, urbà                             | 150 x 30               | L'Ampolla 40° 48′ 45″ N, 0° 42′ 53″ E / 40.81256°N,0.71466°E                            | PL-CT-17003-34  | {{ca\|Platja de les Avellanes (l'Ampolla)}} · {{WLE-AD-ES\|PL-CT-17003-34}} · {{Object location dec\|40.81256\|0.71466\|region:ES-CT_type:landmark_dim:150_source:cawiki}} · [[Categoria:Beaches of Terres de l'Ebre]]                   |
| Platja de l'Arquitecte i platja dels Pinets                                    | Sorra fina i grava, urbà                     | 130 x 15               | L'Ampolla 40° 48′ 35″ N, 0° 42′ 23″ E / 40.809689°N,0.706271°E                          | PL-CT-17003-40  | {{ca\|Platja de l'Arquitecte (l'Ampolla)}} · {{WLE-AD-ES\|PL-CT-17003-40}} · {{Object location dec\|40.809689\|0.706271\|region:ES-CT_type:landmark_dim:130_source:cawiki}} · [[Categoria:Beaches of Terres de l'Ebre]]                  |
| Platja de l'Arenal (l'Ampolla)                                                 | Sorra fina i mtjana, semiurbà                | 2.500 x 70             | L'Ampolla 40° 47′ 22″ N, 0° 42′ 22″ E / 40.78934°N,0.70618°E                            | PL-CT-17003-39  | {{ca\|Platja de l'Arenal (l'Ampolla)}} · {{WLE-AD-ES\|PL-CT-17003-39}} · {{Object location dec\|40.78934\|0.70618\|region:ES-CT_type:landmark_dim:2500_source:cawiki}} · [[Categoria:Platja de l'Arenal (l'Ampolla)]]                    |
| Platja del Fangar                                                              | Sorra fina, natural                          | 6.500 x 500            | Deltebre Punta del Fangar 40° 47′ 10″ N, 0° 46′ 24″ E / 40.7861°N,0.7732°E              | PL-CT-17003-123 | {{ca\|Platja del Fangar (Deltebre)}} · {{WLE-AD-ES\|PL-CT-17003-123}} · {{Object location dec\|40.7861\|0.7732\|region:ES-CT_type:landmark_dim:6500_source:cawiki}} · [[Categoria:Punta del Fangar]]                                     |
| Platja de la Marquesa                                                          | Sorra fina, nudista                          | 1.000 x 110            | Deltebre 40° 45′ 30″ N, 0° 48′ 07″ E / 40.7584°N,0.8020°E                               | PL-CT-17003-122 | {{ca\|Platja de la Marquesa (Deltebre)}} · {{WLE-AD-ES\|PL-CT-17003-122}} · {{Object location dec\|40.7584\|0.8020\|region:ES-CT_type:landmark_dim:1000_source:cawiki}} · [[Categoria:Beaches of Terres de l'Ebre]]                      |
| Platja de la Bassa de l'Arena o del Nen Perdut                                 | Sorra fina, natural                          | 1.800 x 30             | Deltebre 40° 44′ 44″ N, 0° 48′ 54″ E / 40.745679°N,0.814888°E                           | PL-CT-17003-121 | {{ca\|Platja de la Bassa de l'Arena (Deltebre)}} · {{WLE-AD-ES\|PL-CT-17003-121}} · {{Object location dec\|40.745679\|0.814888\|region:ES-CT_type:landmark_dim:1800_source:cawiki}} · [[Categoria:Beaches of Terres de l'Ebre]]          |
| Platja de Riumar                                                               | Sorra fina i dunes, semiurbà                 | 4.000 x 150            | Deltebre 40° 43′ 51″ N, 0° 50′ 31″ E / 40.7307°N,0.8420°E                               | PL-CT-17003-124 | {{ca\|Platja de Riumar (Deltebre)}} · {{WLE-AD-ES\|PL-CT-17003-124}} · {{Object location dec\|40.7307\|0.8420\|region:ES-CT_type:landmark_dim:4000_source:cawiki}} · [[Categoria:Platja de Riumar]]                                      |
| Platja de Migjorn (Sant Jaume d'Enveja): platja de l'Alfacada i platja de Buda | Sorra fina, nudista                          | 2.500 x 50             | Sant Jaume d'Enveja 40° 40′ 44″ N, 0° 50′ 35″ E / 40.67885°N,0.84300°E                  | PL-CT-17003-269 | {{ca\|Platja de Migjorn (Sant Jaume d'Enveja)}} · {{WLE-AD-ES\|PL-CT-17003-269}} · {{Object location dec\|40.67885\|0.84300\|region:ES-CT_type:landmark_dim:2500_source:cawiki}} · [[Categoria:Beaches of Terres de l'Ebre]]             |
| Platja del Serrallo o la Platjola                                              | Sorra fina, nudista                          | 3.000 x 50             | Sant Jaume d'Enveja 40° 39′ 58″ N, 0° 48′ 38″ E / 40.66607°N,0.81053°E                  | PL-CT-17003-268 | {{ca\|Platja del Serrallo (Sant Jaume d'Enveja)}} · {{WLE-AD-ES\|PL-CT-17003-268}} · {{Object location dec\|40.66607\|0.81053\|region:ES-CT_type:landmark_dim:3000_source:cawiki}} · [[Categoria:Beaches of Terres de l'Ebre]]           |
| Platja dels Eucaliptus                                                         | Sorra fina, natural                          | 6.000 x 200            | Amposta 40° 38′ 58″ N, 0° 46′ 17″ E / 40.6495°N,0.7713°E                                | PL-CT-17003-41  | {{ca\|Platja dels Eucaliptus (Amposta)}} · {{WLE-AD-ES\|PL-CT-17003-41}} · {{Object location dec\|40.6495\|0.7713\|region:ES-CT_type:landmark_dim:6000_source:cawiki}} · [[Categoria:Beaches of Terres de l'Ebre]]                       |
| Platja del Trabucador i de l'Aluet                                             | Sorra fina, natural                          | 6.500 x 100            | Sant Carles de la Ràpita 40° 37′ 23″ N, 0° 44′ 19″ E / 40.6231°N,0.7386°E               | PL-CT-17003-261 | {{ca\|Platja del Trabucador (Sant Carles de la Ràpita)}} · {{WLE-AD-ES\|PL-CT-17003-261}} · {{Object location dec\|40.6231\|0.7386\|region:ES-CT_type:landmark_dim:6500_source:cawiki}} · [[Categoria:Barra del Trabucador]]             |
| Platja de Garbí (Sant Carles de la Ràpita) o del Parc de Garbí                 | Sorra fina, urbà                             | 350 x 50               | Sant Carles de la Ràpita 40° 36′ 49″ N, 0° 35′ 34″ E / 40.61363°N,0.59272°E             | PL-CT-17003-260 | {{ca\|Platja de Garbí (Sant Carles de la Ràpita)}} · {{WLE-AD-ES\|PL-CT-17003-260}} · {{Object location dec\|40.61363\|0.59272\|region:ES-CT_type:landmark_dim:350_source:cawiki}} · [[Categoria:Beaches of Terres de l'Ebre]]           |
| Platja de Miami o Juanito                                                      | Sorra fina, urbà                             | 165 x 15               | Sant Carles de la Ràpita 40° 36′ 43″ N, 0° 35′ 22″ E / 40.61187°N,0.58955°E             | PL-CT-17003-262 | {{ca\|Platja de Miami (Sant Carles de la Ràpita)}} · {{WLE-AD-ES\|PL-CT-17003-262}} · {{Object location dec\|40.61187\|0.58955\|region:ES-CT_type:landmark_dim:165_source:cawiki}} · [[Categoria:Beaches of Terres de l'Ebre]]           |
| Platja de Capri                                                                | Sorra fina, urbà                             | 65 x 15                | Sant Carles de la Ràpita 40° 36′ 37″ N, 0° 35′ 16″ E / 40.61014°N,0.58780°E             | PL-CT-17003-258 | {{ca\|Platja de Capri (Sant Carles de la Ràpita)}} · {{WLE-AD-ES\|PL-CT-17003-258}} · {{Object location dec\|40.61014\|0.58780\|region:ES-CT_type:landmark_dim:65_source:cawiki}} · [[Categoria:Beaches of Terres de l'Ebre]]            |
| Platja de l'Aiguassera                                                         | Sorra fina, urbà                             | 120 x 15               | Sant Carles de la Ràpita 40° 36′ 34″ N, 0° 35′ 15″ E / 40.60958°N,0.58737°E             | PL-CT-17003-256 | {{ca\|Platja de l'Aiguassera (Sant Carles de la Ràpita)}} · {{WLE-AD-ES\|PL-CT-17003-256}} · {{Object location dec\|40.60958\|0.58737\|region:ES-CT_type:landmark_dim:120_source:cawiki}} · [[Categoria:Beaches of Terres de l'Ebre]]    |
| Platja de Gros i d'Aldeablanca                                                 | Sorra fina, urbà                             | 120 x 15               | Sant Carles de la Ràpita 40° 36′ 31″ N, 0° 35′ 10″ E / 40.60872°N,0.58623°E             | PL-CT-17003-257 | {{ca\|Platja de Gros (Sant Carles de la Ràpita)}} · {{WLE-AD-ES\|PL-CT-17003-257}} · {{Object location dec\|40.60872\|0.58623\|region:ES-CT_type:landmark_dim:120_source:cawiki}} · [[Categoria:Beaches of Terres de l'Ebre]]            |
| Platja del Far                                                                 | Sorra fina, urbà                             | 70 x 16                | Sant Carles de la Ràpita 40° 36′ 26″ N, 0° 35′ 06″ E / 40.60727°N,0.58506°E             | PL-CT-17003-259 | {{ca\|Platja del Far (Sant Carles de la Ràpita)}} · {{WLE-AD-ES\|PL-CT-17003-259}} · {{Object location dec\|40.60727\|0.58506\|region:ES-CT_type:landmark_dim:70_source:cawiki}} · [[Categoria:Beaches of Terres de l'Ebre]]             |
| Platja de les Delícies                                                         | Sorra fina, urbà                             | 200 x 25               | Sant Carles de la Ràpita 40° 36′ 23″ N, 0° 35′ 00″ E / 40.60631°N,0.58327°E             | PL-CT-17003-263 | {{ca\|Platja de les Delícies (Sant Carles de la Ràpita)}} · {{WLE-AD-ES\|PL-CT-17003-263}} · {{Object location dec\|40.60631\|0.58327\|region:ES-CT_type:landmark_dim:200_source:cawiki}} · [[Categoria:Beaches of Terres de l'Ebre]]    |
| Platja del Suís                                                                | Sorra fina, semiurbà                         | 160 x 10               | Sant Carles de la Ràpita i Alcanar 40° 36′ 16″ N, 0° 34′ 53″ E / 40.60447°N,0.58132°E   | PL-CT-17003-264 | {{ca\|Platja del Suís (Sant Carles de la Ràpita i Alcanar)}} · {{WLE-AD-ES\|PL-CT-17003-264}} · {{Object location dec\|40.60447\|0.58132\|region:ES-CT_type:landmark_dim:250_source:cawiki}} · [[Categoria:Beaches of Terres de l'Ebre]] |
| Platja de la Martinenca o del Ciment                                           | Sorra fina i mitjana, natural                | 320 x 42               | Alcanar 40° 34′ 24″ N, 0° 32′ 47″ E / 40.57325°N,0.54641°E                              | PL-CT-17003-1   | {{ca\|Platja de la Martinenca (Alcanar)}} · {{WLE-AD-ES\|PL-CT-17003-1}} · {{Object location dec\|40.57325\|0.54641\|region:ES-CT_type:landmark_dim:320_source:cawiki}} · [[Categoria:Beaches of Terres de l'Ebre]]                      |
| Platja de lo Mar-i-cel o del Maricel                                           | Sorra fina i grava, natural                  | 563 x 20               | Alcanar Les Cases d'Alcanar 40° 34′ 10″ N, 0° 32′ 27″ E / 40.56940°N,0.54086°E          | PL-CT-17003-5   | {{ca\|Platja de lo Mar-i-cel (Alcanar)}} · {{WLE-AD-ES\|PL-CT-17003-5}} · {{Object location dec\|40.56940\|0.54086\|region:ES-CT_type:landmark_dim:563_source:cawiki}} · [[Categoria:Beaches of Terres de l'Ebre]]                       |
| Platja Fonda (Alcanar)                                                         | Grava, natural                               | 140 x 6                | Alcanar Les Cases d'Alcanar 40° 33′ 45″ N, 0° 32′ 08″ E / 40.562365°N,0.535558°E        | PL-CT-17003-3   | {{ca\|Platja Fonda (Alcanar)}} · {{WLE-AD-ES\|PL-CT-17003-3}} · {{Object location dec\|40.562365\|0.535558\|region:ES-CT_type:landmark_dim:330_source:cawiki}} · [[Categoria:Beaches of Terres de l'Ebre]]                               |
| Platja de les Cases d'Alcanar                                                  | Sorra fina, grava i mitjana, urbà            | 288 x 28               | Alcanar Les Cases d'Alcanar 40° 32′ 55″ N, 0° 31′ 38″ E / 40.54850°N,0.52729°E          | PL-CT-17003-4   | {{ca\|Platja de les Cases d'Alcanar (Alcanar)}} · {{WLE-AD-ES\|PL-CT-17003-4}} · {{Object location dec\|40.54850\|0.52729\|region:ES-CT_type:landmark_dim:800_source:cawiki}} · [[Categoria:Platja de les Cases d'Alcanar]]              |
| Platja del Marjal i del Camaril                                                | Sorra fina i grava, semiurbà                 | 300 x 35               | Alcanar 40° 32′ 37″ N, 0° 31′ 22″ E / 40.54360°N,0.52279°E                              | PL-CT-17003-2   | {{ca\|Platja del Marjal (Alcanar)}} · {{WLE-AD-ES\|PL-CT-17003-2}} · {{Object location dec\|40.54360\|0.52279\|region:ES-CT_type:landmark_dim:550_source:cawiki}} · [[Categoria:Beaches of Terres de l'Ebre]]                            |